# Stomatium viride
Stomatium viride är en isörtsväxtart som beskrevs av L. Bol. Stomatium viride ingår i släktet Stomatium och familjen isörtsväxter. Inga underarter finns listade i Catalogue of Life.